# Mariadal (Venlo)
Het klooster Mariadal is een voormalig slotklooster van de Zusters van de Tweede Orde van Sint-Dominicus in de Venlose buurtschap 't Ven. Het was het enige klooster van deze orde in Nederland en is ontstaan tegen de achtergrond van de Kulturkampf die Bismarck in de jaren 1870 tegen de Duitse katholieken voerde. Deze zette een uittocht van religieuzen in gang, die nog doorging toen Bismarck en de paus alweer op goede voet stonden.
De zusters, afkomstig van klooster Arenberg, het moederhuis bij Koblenz, vestigden zich in 1881 in het Helschriksel, niet ver van Trans-Cedron, dat twee jaar eerder een Dominicaner broederklooster was geworden.  Nog in hetzelfde jaar begon de bouw van een nieuw tehuis in het veel rustiger gelegen landgoed Geritten, dat zij overnamen van de erven van Joseph Heutz, een filantroop naar wie een straat in Venlo is vernoemd. Als eerste bouwden de zusters een verblijfsruimte en een kloosterkapel naast het vervallen landhuis en eind 1882 trokken de zusters in hun nieuwe klooster Klein Mariënthal. In de twintig jaar daarna werden er meerdere delen bijgebouwd en in 1903 werd er een grote buitenkapel aangebouwd in een toen gebruikelijke eclectische stijl. Ook de bewoners van de buurtschap konden daar kerken.
In de Tweede Wereldoorlog eisten de bezetters het gebouw op; een Rode Kruis-teken op het dak herinnerde daar nog lang aan. De zusters weken uit naar Steyl, enkele honderden meters verderop. Na de oorlog werd de Duitse naam Klein Mariënthal veranderd in Mariadal.
In 1981 verwisselden de dominicanessen na een eeuw Venlo voor het klooster Koningsgaard in Berg en Dal, dat ze na verbouwing ook Mariadal noemden. Het Venlose klooster werd aangekocht door de gemeente en doorverkocht aan een vereniging van eigenaren. Anno 2023 huisvest het gerestaureerde klooster onder de naam Stichting Centrum 't Ven een reeks bedrijven voor dienstverlening aan particulieren op het gebied van gezondheid en welzijn.
Het grootste deel van het kloostercomplex is sinds 2003 beschermd als rijksmonument. Het is "in redelijk hoge mate gaaf bewaard gebleven en is in cultuurhistorisch en typologisch opzicht zeldzaam. Als voorbeeld van een Kulturkampfklooster bezit Mariadal religieus-historische waarde." De kloosterboerderij is in 1982, na het vertrek van de zusters, ingrijpend verbouwd en valt buiten de bescherming.